# Захаровская (Тотемский район)
Захаровская — деревня в Тотемском районе Вологодской области.
Входит в состав Вожбальского сельского поселения, с точки зрения административно-территориального деления — в Вожбальский сельсовет.
Расстояние по автодороге до районного центра Тотьмы — 75 км, до центра муниципального образования деревни Кудринская — 30 км. Ближайшие населённые пункты — Маринская, Семеновская, Угрюмовская.
По данным переписи в 2002 году постоянного населения не было.